# Ancyra vicina
Ancyra vicina är en insektsart som beskrevs av Victor Lallemand 1928. Ancyra vicina ingår i släktet Ancyra och familjen Eurybrachidae. Inga underarter finns listade i Catalogue of Life.